# Tojanii de Jos
Tojanii de Jos – wieś w Rumunii, w okręgu Vrancea, w gminie Spulber. W 2011 roku liczyła 6
mieszkańców